# Belkin
Belkin International, Inc. er en amerikansk producent af forbrugerelektronik og netværksudstyr, der har hovedkontor i El Segundo, Californien. 
Belkin driver mærkerne Belkin, Linksys og WeMo. I 2016 blev Belkin opkøbt af Foxconn.